# Рагімов Віталій Меджидович
Віталій Меджидович Рагімов (азерб. Vitaliy Məcidoviç Rəhimov; нар. 27 серпня 1984, Мегрі, Вірменія) — азербайджанський борець греко-римського стилю, дворазовий призер чемпіонатів світу, призер та чемпіон Європи. Заслужений майстер спорту Азербайджану.
Боротьбою почав займатися з 1994 року. Виступав за спортивний клуб «Нефтчі» з Баку.
17 листопада 2016 року Міжнародний олімпійський комітет дискваліфікував його і позбавив олімпійської срібної медалі після виявлення заборонених препаратів в повторному аналізі його допінг-проби, взятої на літніх Олімпійських іграх 2008 року в Пекіні.

## Виступи на Олімпіадах
| Змагання                    | Збірна      | Вагова категорія | Місце |
| --------------------------- | ----------- | ---------------- | ----- |
| Літні Олімпійські ігри 2004 | Азербайджан | 60 кг            | 14    |

## Виступи на Чемпіонатах світу
| Змагання                        | Збірна      | Вагова категорія | Місце  |
| ------------------------------- | ----------- | ---------------- | ------ |
| Чемпіонат світу з боротьби 2005 | Азербайджан | 60 кг            | 22     |
| Чемпіонат світу з боротьби 2006 | Азербайджан | 60 кг            | 13     |
| Чемпіонат світу з боротьби 2007 | Азербайджан | 60 кг            | 32     |
| Чемпіонат світу з боротьби 2009 | Азербайджан | 60 кг            | Бронза |
| Чемпіонат світу з боротьби 2010 | Азербайджан | 66 кг            | Бронза |
| Чемпіонат світу з боротьби 2011 | Азербайджан | 66 кг            | 15     |

На чемпіонаті світу 2010 року лезгин Віталій Рагімов, що народився у Вірменії, але представляє Азербайджан поступився у півфіналі грузину Амбако Вачадзе, що виступає за Росію, який переміг у фіналі вірменина Армена Варданяна, що представляв Україну, який у свою чергу подолав у півфіналі азербайджанця Васифа Арзуманова, що виступає за Туреччину.

## Виступи на Чемпіонатах Європи
| Змагання                         | Збірна      | Вагова категорія | Місце  |
| -------------------------------- | ----------- | ---------------- | ------ |
| Чемпіонат Європи з боротьби 2004 | Азербайджан | 60 кг            | 11     |
| Чемпіонат Європи з боротьби 2005 | Азербайджан | 60 кг            | Золото |
| Чемпіонат Європи з боротьби 2011 | Азербайджан | 66 кг            | Бронза |
| Чемпіонат Європи з боротьби 2012 | Азербайджан | 66 кг            | 20     |

## Виступи на Кубках світу
| Змагання                    | Збірна      | Вагова категорія | Місце |
| --------------------------- | ----------- | ---------------- | ----- |
| Кубок світу з боротьби 2011 | Азербайджан | 66 кг            | 6     |

## Виступи на інших змаганнях
| Змагання                                                                        | Збірна      | Вагова категорія | Місце  |
| ------------------------------------------------------------------------------- | ----------- | ---------------- | ------ |
| Олімпійський кваліфікаційний турнір з греко-римської боротьби 2004 (Ташкент)    | Азербайджан | 60 кг            | 4      |
| Кубок Ядегара Імама 2006                                                        | Азербайджан | 60 кг            | Бронза |
| Золотий Гран-прі з боротьби 2006                                                | Азербайджан | 60 кг            | 5      |
| Олімпійський кваліфікаційний турнір з греко-римської боротьби 2008 (Роме-Остія) | Азербайджан | 60 кг            | Бронза |
| Золотий Гран-прі з боротьби 2008                                                | Азербайджан | 60 кг            | Срібло |
| Міжнародний турнір «Cristo Lutte» 2009                                          | Азербайджан | 66 кг            | 8      |
| Золотий Гран-прі з боротьби 2009                                                | Азербайджан | 60 кг            | Срібло |
| Турнір Вехбі Емре 2010                                                          | Азербайджан | 60 кг            | Срібло |
| Золотий Гран-прі з боротьби 2010                                                | Азербайджан | 66 кг            | Золото |
| Золотий Гран-прі з боротьби 2011                                                | Азербайджан | 66 кг            | Бронза |
| Золотий Гран-прі з боротьби 2012                                                | Азербайджан | 66 кг            | Бронза |
| Олімпійський кваліфікаційний турнір з греко-римської боротьби 2012 (Софія)      | Азербайджан | 66 кг            | Бронза |
| Олімпійський кваліфікаційний турнір з греко-римської боротьби 2012 (Гельсінкі)  | Азербайджан | 66 кг            | 7      |
| Турнір Вехбі Емре 2013                                                          | Азербайджан | 66 кг            | Бронза |
| Гран-прі Іспанії з боротьби 2013                                                | Азербайджан | 66 кг            | Срібло |
| Золотий Гран-прі з боротьби 2013                                                | Азербайджан | 66 кг            | Срібло |